# Champ de gaz d'Arun
Pour les articles homonymes, voir Arun.
Arun est un important gisement de gaz naturel situé dans la province d'Aceh sur l'île de Sumatra en Indonésie, non loin de la baie de Lhokseumawe.

## Histoire
Découvert en 1971 par Mobil, le champ n'était économiquement exploitable qu'à condition que le gaz puisse être liquéfié pour pouvoir être transporté sur de longues distances par méthanier sous forme de gaz naturel liquéfié (GNL). Le coût de la construction d'une usine de liquéfaction nécessitait l'assurance d'un contrat d'achat à long terme. Des compagnies d'électricité japonaises étaient intéressées à investir dans des centrales au gaz et dans un terminal de regazéification de GNL.
Par ailleurs la même année un géologue américain, Roy M. Huffington, avait découvert un autre champ de gaz géant dans la province de Kalimantan oriental, Badak. La société pétrolière d’État indonésienne Pertamina, propriétaire du gaz selon la constitution, avait ainsi, d'une part d'énormes réserves de gaz, d'autre part des acheteurs pour ce gaz. Un contrat de livraison de GNL fut signé en 1973. Le gaz devait provenir en gros pour moitié d'Arun et pour moitié de Badak. C'était le début d'une aventure qui allait faire de l'Indonésie le premier producteur et exportateur mondial de GNL.
Dans le cadre de ce contrat d'achat, Pertamina construisit une usine sur la côte. Avec la signature d'un 2e contrat de livraison aux Japonais en 1981, la capacité de l'usine d'Arun fut doublée. De nouveaux contrats amenèrent à une nouvelle extension de l'usine, dont la capacité est alors de 12 Mt par an. 
Néanmoins, le gisement, dont les réserves ultimes sont estimées à quelque 450 km3, a vu sa production décliner à partir de la fin des années 1990. D'autres gisements alentour furent reliés au terminal, mais ils sont trop petits pour remplacer la production d'Arun. La capacité du terminal a été réduite de moitié en l'an 2000 avec la fermeture d'une partie des unités de liquéfaction.
Même à capacité réduite, l'usine est aujourd'hui insuffisamment alimentée en gaz. Au déclin de la production s'ajoute la hausse de la demande locale (principalement des usines d'engrais) qui est prioritaire dans l'attribution du gaz disponible. Cette situation a placé les opérateurs d'Arun dans l'obligation d'acheter des cargaisons de gaz naturel liquéfié à Qatar pour honorer leurs contrats à long terme avec leurs clients japonais. En 2007, Arun n'a produit que 2.8 millions de tonnes de gaz liquéfié, loin des 12 Mt produits à l'apogée de l'usine. Le dernier cargo de gaz naturel liquéfié, à destination de la Corée du Sud, a appareillé en octobre 2014, et le terminal va être converti en terminal de regazéification, recevant du gaz de Tangguh à l'est de l'Indonésie (ce qui fera de l'Indonésie le seul pays à transporter du GNL en interne).

## Le conflit en Aceh
Le développement industriel initié par la construction de l'usine de liquéfaction, suivie de celle d'une usine d'engrais, va bouleverser la vie des habitants de la région, en particulier avec l'arrivée de travailleurs migrants, notamment de Java. Mais surtout, l'appropriation des revenus du gaz par le gouvernement central, sans véritable retombée pour la population locale, crée un ressentiment. 
En 1976, le Gerakan Aceh Merdeka ("Mouvement pour un Aceh libre") ou GAM est fondé, dont l'objectif est l'indépendance d'Aceh et la réappropriation du gaz d'Arun pour le seul peuple d'Aceh. Le GAM lance une série d'attaques contre des positions militaires et policières. En 1990, le gouvernement indonésien déclare Aceh daerah operasi militer ("zone d'opérations militaires"), ou DOM, en 1990. C'est le début d'une guerre qui ne dit pas son nom.
La découverte en 1998 d'une fosse commune contenant les restes de combattants du GAM dans l'enceinte de l'usine d'Arun a provoqué l'indignation de la population d'Aceh.